# Братська могила «Вічна пам’ять загиблим в боях за Батьківщину»
Братська могила «Вічна пам'ять загиблим у боях за Батьківщину» —  братська могила, що знаходиться на вул. І. Сірка у Тернівському районі м. Кривий Ріг.

## Передісторія
Пам'ятка пов'язана з подіями Другої світової війни. У жовтні 1943 р. частини 188-ї, 92-ї гвардійських стрілецьких дивізій та 10-ї гвардійської повітрянодесантної дивізії 37-ї армії визволили північні рудники м. Кривий Ріг від окупантів. У братській могилі поховані  радянські воїни, що загинули при визволенні рудників шахтоуправління «Першотравневе».
24 січня 1959 р. на братській могилі відкрито пам’ятник — обеліск із зіркою. Автори — група інженерів інституту «Гіпроредмат». 
Рішенням Дніпропетровського облвиконкому від 08.08.1970 р. № 618 пам'ятка була взята на державний облік з охоронним номером 1670.
Під час реконструкції пам'ятки у листопаді 1976 року встановлено стелу з зображенням епізоду атаки. Автори — художники Першотравневого руднику Д. Вареник та Н. Пономаренко.
Згідно з даними Тернівського райвійськкомату за 1993 р., у братській могилі на вулиці І. Сірка поховано 401 загиблого військовослужбовеця. 
Відповідно до списку увічнених воїнів, станом на 2017 рік встановлені дані щодо 409 загиблих військовослужбовців.

## Пам'ятка
Об'єкт розташований у сквері перпендикулярно до вулиці Івана Сірка. Увесь комплекс знаходиться нижче рівня вулиці, тому до нього від тротуару ведуть три сходинки з рожевого граніту.
Братська могила має вигляд задернованого пагорба з пласким верхом, прямокутна в плані форми, розмірами 36,0 × 4,1 × 0,4 м, огороджена парапетом облицьованим плитками з полірованого коричневого граніту. Відстань між огородженнями обеліску і братської могили дорівнює 6,3 м. На схилі пагорбу з короткої сторони могили лежить гранітна полірована плита розмірами 1,4 × 0,8 м, на якій викарбувано напис російською мовою у 4 рядки: «ИМЯ ТВОЕ / НЕИЗВЕСТНО, / ПОДВИГ ТВОЙ / БЕССМЕРТЕН». Напис виконано золотим кольором, під ним з лівого боку розміщені зірка та лаврова гілка. На протилежній стороні викладено 6 прямокутних полірованих гранітних плит, на чотирьох з яких вкарбовано прізвища та ініціали 19 похованих воїнів. До плит ведуть дві сходинки.
Вздовж довгих сторін могили укладено по 6 меморіальних плит з сірого полірованого граніту, прямокутної форми, розмірами 1,85 × 0,90 м, на відстані 3,4 м одна від одної. Вздовж зовнішнього краю огорожі могили розбито клумбу. Загальна площа могили — 147,6 м².
На відстані 4,1 м від короткої сторони могили знаходиться газон розмірами 11 х9 м, огороджений бордюром з гранітних плиток, засаджений квітами.
Декоративна стіна знаходиться на відстані 5,55 м від газону. У її центрі — бетонна стела розмірами 5,1 × 4,0 × 0,5 м, з рельєфом, що зображує атакуючого воїна на тлі прапору. Фон — білий, рельєф — темно-сірий. Постамент облицьований сірими гранітними плитками. По краях стіни — дві стели сірого кольору розмірами 2,0 × 4,0 × 0,5 м, з об’ємними білими цифрами: 1941 (зліва) і 1945 (справа) висотою по 2 м. Усі три стели об’єднує сіра бетонна стіна довжиною 20 м, шириною 3 м. На ній у горизонтальних нішах розташовано об’ємні п’ятикутні зірки з нержавіючої сталі: 8 — зліва і 9 — справа.
«Вічний вогонь» з металу у вигляді об’ємної п’ятикутної зірки з розмахом променів 2,65 м, у центрі отвір для вогню діаметром 0,5 м. Навколо нього вінок з дубового листя, перев’язаний широкою стрічкою. У центрі зірки — труба для подачі газу. Зірка розташована на постаменті квадратної в плані форми, розмірами 2,84 × 2,84 м, висотою 15 см, облицьованому зверху вісьмома полірованими гранітними плитами коричнювато-червонуватого кольору, по боках – меншими плитками. 
Обеліск виготовлено з прямокутних блоків сірого каменю квадратної в плані форми викладених у 17 рядів. Верх має форму піраміди, на яку встановлено металеву зірку золотавого кольору в вінку з дубового листя такого ж кольору. Обеліск стоїть на 5-ярусному постаменті з блоків. Всі частини постаменту квадратної в плані форми. На лицевій стороні третього ярусу постаменту розміщена чавунна меморіальна плита розмірами 1,5 × 0,9 м, обмежена рамкою. На плиті напис російською мовою у 8 рядків: «1941—1945 / ВЕЧНАЯ / ПАМ'ЯТЬ / ГЕРОЯМ, / ПАВШИМ / В БОЯХ / ЗА / РОДИНУ». Напис виконано об’ємними літерами. Рама, букви і 4 болти кріплення пофарбовані жовтою фарбою, а тло — чорною.
Обеліск розташований на земляному пагорбі прямокутної в плані форми, розмірами по низу 15 × 15 м, висотою 1 м. Пагорб засаджений травою й огороджений бордюром. На бордюрі на відстані 2,65 м один від одного встановлено 18 кам’яних стовпчиків, що мають форму снарядів, діаметром 0,25 м, висотою 0,75 м. Між ними протягнуто чавунний ланцюг, закріплений на кільцях на висоті 0,4 м від бордюру. Із лицевої та зворотної сторони до обеліска ведуть сходинки, виготовлені з блоків сірого каменю.